# .us
.us — в Інтернеті, національний домен верхнього рівня (ccTLD) для США.

## Домени 2-го та 3-го рівнів
В цьому національному домені нараховується близько 580,000,000 вебсторінок (станом на січень 2016 року).
У наш час використовуються та приймають реєстрації доменів 3-го рівня такі доменні суфікси (відповідно, існують такі домени 2-го рівня):
| Суфікс | Регламентовані користувачі          |
| .co.us | Комерційні установи, корпорації     |
| .id.us | Родини, приватні особи              |
| .in.us | Родини, приватні особи              |
| .or.us | Неприбуткові, неурядові організації |